# パワープレイ (TRPG)
パワープレイとは、1991年に山北篤とスペースワンゼロによって考案、ホビージャパンから販売されたテーブルトークRPGのルールブック。
2000年にはルール第二版にあたる『パワープレイ・プログレス』が発売された。こちらは版権がF.E.A.R.に譲渡されており、発売も同社が行っていた。

## 概要
世界観などの設定は特にされておらず、ゲームマスターが自ら世界観を構築することができる（必要とされる）汎用型のテーブルトークRPG。そのため種族、職業の選択肢が多く、パワープレイ単独のセットだけなら6種類の種族、15種類の職業だが、拡張セットを全て使用すれば22種類の種族、32種類の職業が選択できる。使用できる種族、職業の制限をかけるかどうかはゲームマスターが決定する。

## システム

### キャラクターメイキング
キャラクタークラス制。種族１つと職業１つ（クラス）を組み合わせることでプレイヤーキャラクター(PC)が作られる。マルチクラスは不可。

### 行為判定
行為判定は六面体サイコロ(以下、D6と表記）を使った上方判定である。
12の能力値から、今から行う行為判定に適した能力を１つ選択し、「任意の数のd6の出目合計+能力値ボーナス」を行為判定の「達成値」とし、達成値がゲームマスター(GM)の指定した「目標値」以上ならば行為判定は成功とする。行為判定に使われるサイコロの数が「任意」というのがこのゲームの最大の特徴で、PCは行為判定に使う能力値の数値によって振れるサイコロの数の「最大値」が決まるが、それより少ない数のサイコロを使ってもよい。このゲームでは行為判定の際のサイコロに一個でも1の目が出ると判定は自動的に失敗となるため、振るサイコロの数が多いと有利とは一概には言えない。なお、サイコロの出目に6があった場合は、6の出目1つにつき1の出目1つを相殺できるオプションルールがある。相殺した場合、相殺した1と6の出目が出たサイコロのペアが取り除かれて、行為判定の達成値には足されなくなる。
このルールは「全力で物事にぶつかることは、思いがけないミスをするリスクも高まる」ということの表現でもある。そのため、自分のPCにとってあからさまに簡単な行動の判定時（判定に使う能力値ボーナスが高くて、サイコロの出目が低くても構わない）には、ダイスの数を減らして行動判定における自動失敗の確率を減らす（手を抜く）こともできる。選択ルールでは、能力値ボーナスのみで基準値に達している場合、相応の時間をかける事によりダイスを振らずに判定を成功させる事が可能である（つまり戦闘など一瞬の勝負には適応できない）。

### 経験点
シナリオクリア時の経験点がプレイ時間によって決定されるという、他のテーブルトークRPGにはあまり見られない特徴がある。ただし、時間稼ぎをするだけで獲得経験点が増やせると言う欠点も在る。それを考慮してか、本作品のセルフパロディーである『プアープレイ』では時間稼ぎ（経験点稼ぎ）をし過ぎるすると自分の首を絞めるルールが追加されている。

## 世界設定
パワープレイは特定の背景世界をもたないゲームなため、世界設定というものは存在しない。背景世界はゲームマスターが自分の好みに作成するのが前提である。ただし、ゲームで扱われる種族や職業(クラス)はどれも剣と魔法のファンタジー世界をイメージしたものとなっているため、現代世界や未来世界などは舞台にしにくい。
ルール第二版である『パワープレイプロフレス』では、背景世界のおおまかな要素を手軽に決定できるチャート類も掲載されている。

## 製品一覧

### ルール第一版
全製品ともホビージャパンからA4判書籍の形態で発売。著者は「山北篤とスペースワンゼロ」でクレジットされている。
- パワープレイ　（基本ルールブック。1991年発売)
- パワープレイ2　（サプリメント。1992年発売)
- パワープレイマジックマニュアル　（サプリメント。1995年発売)

### ルール第二版
上記三作を一冊に統合し、データを改訂したもの。ゲーム・フィールドからB5判書籍の形態で発売された。著者は「山北篤&F.E.A.R.」でクレジットされている。
- パワープレイプログレス（基本ルールブック。2000年発売）

### 関連製品
プアープレイ
RPG福袋 '94 RPGアンソロジーに収録。貧乏生活を楽しむファンタジーTRPG。
パワープレイのパロディ作品。パワープレイと同等の判定システムを使用しながらも、能力値の項目名や装備品の名称が変わっている。